# Atletica leggera alla XXIX Universiade - Lancio del martello femminile
Il lancio del martello femminile alla XXIX Universiade si è svolto dal 24 al 26 agosto 2017.

## Podio
| Oro     | Malwina Kopron Polonia       |
| Argento | Hanna Malyshchyk Bielorussia |
| Bronzo  | Joanna Fiodorow Polonia      |

## Risultati

### Qualificazioni
Si qualificano alla finale le atlete che lanciano 59,00 m Q o le dodici migliori misure q.
| Posizione | Gruppo | Atleta                   | Nationalità   | #1    | #2    | #3    | Risultato | Note |
| --------- | ------ | ------------------------ | ------------- | ----- | ----- | ----- | --------- | ---- |
| 1         | B      | Malwina Kopron           | Polonia       | 73.01 |       |       | 73.01     | Q    |
| 2         | B      | Hanna Malyshchyk         | Bielorussia   | 68.07 |       |       | 68.07     | Q    |
| 3         | A      | Joanna Fiodorow          | Polonia       | 67.23 |       |       | 67.23     | Q    |
| 4         | B      | Tereza Králová           | Rep. Ceca     | x     | 65.25 |       | 65.25     | Q    |
| 5         | B      | Kıvılcım Kaya Salman     | Turchia       | x     | 65.11 |       | 65.11     | Q    |
| 6         | B      | Alexandra Tavernier      | Francia       | 64.20 |       |       | 64.20     | Q    |
| 7         | A      | Réka Gyurátz             | Ungheria      | 63.38 |       |       | 63.38     | Q    |
| 8         | A      | Sara Fantini             | Italia        | 55.78 | 62.92 |       | 62.92     | Q    |
| 9         | B      | Mariana Marcelino        | Brasile       | 62.07 |       |       | 62.07     | Q    |
| 10        | A      | Julia Ratcliffe          | Nuova Zelanda | 58.57 | 60.66 |       | 60.66     | Q    |
| 11        | A      | Veronika Kaňuchová       | Slovacchia    | 60.45 |       |       | 60.45     | Q    |
| 12        | B      | Lara Nielsen             | Australia     | x     | 58.15 | 60.42 | 60.42     | Q    |
| 13        | B      | Sophie Gimmler           | Germania      | 59.99 |       |       | 59.99     | Q    |
| 14        | B      | Letitia Janse van Vuuren | Sudafrica     | 58.02 | 58.53 | 59.85 | 59.85     | Q    |
| 15        | B      | Agnes Esser              | Canada        | 57.42 | 57.26 | 57.61 | 57.61     |      |
| 16        | A      | Sina Holthuijsen         | Paesi Bassi   | 55.30 | 53.72 | 54.98 | 55.30     |      |
| 17        | A      | Diana Nussupbekova       | Kazakistan    | 54.46 | x     | 53.18 | 54.46     |      |
| 18        | A      | Mikaila Martin           | Stati Uniti   | 52.71 | x     | x     | 52.71     |      |
| 19        | B      | Taylor Scaife            | Stati Uniti   | x     | 51.34 | x     | 51.34     |      |
| 20        | A      | Daniela Gómez            | Argentina     | 50.54 | x     | 49.32 | 50.54     |      |
|           | A      | María Beltrán            | Colombia      | x     | x     | x     | NM        |      |
|           | A      | Hanna Skydan             | Azerbaigian   | x     | x     | x     | NM        |      |
|           | B      | Mayra Gaviria            | Colombia      | x     | x     | x     | NM        |      |

### Finale
| Posizione | Atleta                   | Nationalità   | #1    | #2    | #3    | #4    | #5    | #6    | Risultato | Note |
| --------- | ------------------------ | ------------- | ----- | ----- | ----- | ----- | ----- | ----- | --------- | ---- |
|           | Malwina Kopron           | Polonia       | 76.85 | x     | 74.78 | x     | x     | 73.78 | 76.85     | ,    |
|           | Hanna Malyshchyk         | Bielorussia   | 72.13 | x     | x     | x     | 73.49 | 74.93 | 74.93     |      |
|           | Joanna Fiodorow          | Polonia       | x     | 70.34 | x     | 71.33 | 70.45 | x     | 71.33     |      |
| 4         | Kıvılcım Kaya Salman     | Turchia       | 67.08 | 67.51 | 67.96 | 66.16 | 68.88 | 70.41 | 70.41     |      |
| 5         | Alexandra Tavernier      | Francia       | 67.88 | 65.31 | 68.79 | 68.32 | 67.56 | 70.20 | 70.20     |      |
| 6         | Lara Nielsen             | Australia     | 65.47 | x     | 60.52 | x     | x     | 63.40 | 65.47     |      |
| 7         | Mariana Marcelino        | Brasile       | x     | 64.62 | 65.39 | x     | x     | 63.71 | 65.39     |      |
| 8         | Tereza Králová           | Rep. Ceca     | 65.06 | x     | x     | x     | x     | 61.13 | 65.06     |      |
| 9         | Réka Gyurátz             | Ungheria      | x     | x     | 64.14 |       |       |       | 64.14     |      |
| 10        | Veronika Kaňuchová       | Slovacchia    | 63.14 | 62.80 | 63.06 |       |       |       | 63.14     |      |
| 11        | Julia Ratcliffe          | Nuova Zelanda | x     | x     | 61.39 |       |       |       | 61.39     |      |
| 12        | Sara Fantini             | Italia        | x     | x     | 60.82 |       |       |       | 60.82     |      |
| 13        | Sophie Gimmler           | Germania      | 54.30 | 54.39 | 60.71 |       |       |       | 60.71     |      |
| 14        | Letitia Janse van Vuuren | Sudafrica     | 51.55 | 56.24 | 56.81 |       |       |       | 56.81     |      |